# Твер
Твер (рус. Тверь) град је на северозападу европског дела Руске Федерације и један од 5 градских округа у Тверској области. Уједно је и административни центар Тверске области, односно Калињинског рејона. Један је од најстаријих руских градова, основан давне 1135. године. Налази се на обали реке Волге, на месту где се у њу уливају реке Тимака и Тверца, на око 160 km северозападно од Москве.
Према попису становништва из 2010. у граду је живело 403.606 становника, док је према проценама националне статистичке службе Русије 2014. град имао око 411.042 становника. Укупна површина територије градског округа је 152,2 km². Твер је највећи град области и важан културни, привредни и научни центар и важна раскрсница друмског и железничког саобраћаја.
Од 1931. до 1990. град је носио име Калињин по некадашњем совјетском револуционару Михаилу Калињину.

## Етимологија
Град Твер се у првим писаним изворима помиње као Тьхвѣрь.
На територији некадашњих олоњетских земаља, речи сличне речи твер су биле уобичајни називи за реке и језера. Отуд и име језера Тихвера, па неки етимолози повезују име овог језера са именом града. Друге теорије се базирају на балтичко-словенском становништву и њиховим називима за прве утврде, пољски: twordza -твђава; и литвански: tvora -ограда.

## Географија
Град Твер смештен је у горњем делу тока реке Волге, у западним деловима Горњоволшке низије, нешто северније од моренске Тверске греде. Лежи на важном саобраћајном раскршћу друмских и железничких праваца који повезују Москву са Санкт Петербургом. Налази се на око 135 km северозападно од Москве и на око 485 km југоисточно од Санкт Петербурга. Градска територија лежи на надморским висинама између 124 и 174 метра, обухвата територију дужине до 20 km, ширине око 15 km, док је укупна површина градског округа 152,22 km².
Река Волга град дели на два дела, а најзападнији делови вештачког Ивањковског језера досезају до града. Волга притиче Твером од запада ка истоку, и дели историјски део града (на десној обали) од новог насеља на левој обали (Заволшки рејон). На градској територији у Волгу се уливају и њене притоке Тимака И Тверца.

### Клима
Град Твер лежи у зони умереноконтиненталне климе са просечним јануарским температурама ваздуха од −7,4 °C, односно јулским од +18,7 °C. Просечна годишња сума падавина је 653 мм. Зиме су релативно благе, док су лета доста блага и влажна. Апсолутна минимална температура од −43,8 °C измерена је 31. децембра 1978. док је апсолутни максимум од +38,8 °C измерен 7. августа 2010. године.
| Клима Твера                 | Клима Твера   | Клима Твера   | Клима Твера   | Клима Твера  | Клима Твера | Клима Твера | Клима Твера | Клима Твера  | Клима Твера | Клима Твера | Клима Твера   | Клима Твера   | Клима Твера   |
| Показатељ \ Месец           | .Јан.         | .Феб.         | .Мар.         | .Апр.        | .Мај.       | .Јун.       | .Јул.       | .Авг.        | .Сеп.       | .Окт.       | .Нов.         | .Дец.         | .Год.         |
| --------------------------- | ------------- | ------------- | ------------- | ------------ | ----------- | ----------- | ----------- | ------------ | ----------- | ----------- | ------------- | ------------- | ------------- |
| Апсолутни максимум, °C (°F) | 9,0 (48,2)    | 8,4 (47,1)    | 17,5 (63,5)   | 26,8 (80,2)  | 33,7 (92,7) | 34,3 (93,7) | 37,3 (99,1) | 38,8 (101,8) | 32,6 (90,7) | 24,5 (76,1) | 15,3 (59,5)   | 9,5 (49,1)    | 38,8 (101,8)  |
| Максимум, °C (°F)           | −4,6 (23,7)   | −4,2 (24,4)   | 2,1 (35,8)    | 10,8 (51,4)  | 18,0 (64,4) | 21,5 (70,7) | 24,1 (75,4) | 21,5 (70,7)  | 15,2 (59,4) | 8,3 (46,9)  | 0,5 (32,9)    | −3,5 (25,7)   | 9,1 (48,4)    |
| Просек, °C (°F)             | −7,4 (18,7)   | −7,6 (18,3)   | −1,8 (28,8)   | 5,8 (42,4)   | 12,4 (54,3) | 16,3 (61,3) | 18,7 (65,7) | 16,4 (61,5)  | 10,7 (51,3) | 4,9 (40,8)  | −1,8 (28,8)   | −6 (21)       | 5,1 (41,2)    |
| Минимум, °C (°F)            | −10,3 (13,5)  | −11,3 (11,7)  | −5,7 (21,7)   | 1,0 (33,8)   | 6,5 (43,7)  | 11,0 (51,8) | 13,2 (55,8) | 11,5 (52,7)  | 6,6 (43,9)  | 1,9 (35,4)  | −4 (25)       | −8,6 (16,5)   | 1,0 (33,8)    |
| Апсолутни минимум, °C (°F)  | −39,7 (−39,5) | −41,6 (−42,9) | −36,4 (−33,5) | −21,4 (−6,5) | −7,4 (18,7) | −2,3 (27,9) | 2,2 (36)    | −2,2 (28)    | −7,1 (19,2) | −17,4 (0,7) | −29,2 (−20,6) | −43,8 (−46,8) | −43,8 (−46,8) |
| Количина падавина, mm (in)  | 41 (1,61)     | 36 (1,42)     | 30 (1,18)     | 33 (1,3)     | 58 (2,28)   | 78 (3,07)   | 83 (3,27)   | 76 (2,99)    | 63 (2,48)   | 64 (2,52)   | 49 (1,93)     | 43 (1,69)     | 654 (25,75)   |
| Дани са кишом               | 4             | 4             | 6             | 11           | 15          | 15          | 13          | 15           | 16          | 15          | 11            | 6             | 131           |
| Дани са снегом              | 23            | 21            | 15            | 5            | 1           | 0,03        | 0           | 0            | 0,4         | 5           | 16            | 21            | 107           |
| Релативна влажност, %       | 86            | 82            | 76            | 70           | 68          | 72          | 73          | 78           | 82          | 85          | 88            | 87            | 79            |
| Извор: Pogoda.ru.net        |               |               |               |              |             |             |             |              |             |             |               |               |               |

## Историја
На основу археолошких истраживања утврђено је да је претеча данашњег града било насеље које се развило на ушћу реке Тимаке у Волгу током XI века. Први писани подаци о Тверу датирају из 1135. године и односе се на једну повељу књаза Всеволода Мстиславича у вези са прикупљањем средстава за храм Светог Јована. Током целог XII века Твер је био малено трговачко насеље.
Руски историчар Василиј Татишчев у свом делу „Историја“ у вези са оснивањем града помиње владимирског књаза Всеволда III који је након спаљивања Торжока наредио да се „оснује ново утврђење на Волги“. Град Твер се директно помиње у једном спису на брезовој кори из 1208. године и односи се на договор између новгородских владара и књаза Всеволода (спис је откривен 1983. године).
Град су 1238. године разориле монголско-татарске хорде, али је брзо обновљен и премештен на десну обалу Волге, на ушће реке Тверце.
Твер је негде око 1247. постао поседом књаза Александра Невског, да би потом између 1252. и 1255. прешао под управу његовог брата Јарослава Јарославича који је тако постао родоначелником тверске књажевске династије. Захваљујући повољном географском положају и развијеној трговини Твер се нагло развијао и већ 1265. постао је центар епархије, а његов раст нису зауставила ни два велика пожара из 1276. и 1282. године.
Како је град растао тако је јачао и његов политички утицај. Иако су се најважније градске грађевине и књажев двор налазили унутар градског кремља, и ван градских зидина су почела да ничу бројна насеља. У граду почиње да се развија и интензивна литерарна и културна делатност. Године 1305. Твер је сматран најмоћнијим градом свих руских земаља. Крајем XIII и почетком XIV века Твер је био један од најважнијих центара у борбама против Златне хорде.
Током целог XIV века Тверска кнежевина је била у непрекидним сукобима са Москвом и татарским хордама, а последица тих сукоба било је додатно утврђивање самог града. Стални сукоби и ратови су знатно ослабили град и смањили његов политички и економски утицај, а водећу улогу међу руским земљама преузима Москва. Коначно 1488. московски књаз Иван III Васиљевич осваја Твер који тако губи своју самосталност и постаје делом Велике московске кнежевине.

### Твер у периоду Руског царства и Руске империје
Твер је 1612. у доба Смутних времена био разрушен готово до темеља од стране пољско-литванских армија, а до значајније обнове града долази тек крајем XVII и почетком XVIII века. Године 1763. град је захватио велики пожар у којем је изгорео централни део града, а неких десетак година касније у пожару је страдао и заволшки део града. Након другог пожара уследила је свеобухватна обнова града, а готово све важније грађевине саграђене су од камена и цигле.
У периоду 1764—1766. саграђена је једна од најпознатијих тверских грађевина Путнички двор императорке Катарине Велике, масивна грађевина саграђена у стилу класицизма са елементима барока.
Године 1851. кроз Твер пролази железница која је град повезивала са Москвом и Санкт Петербургом, а након тога долази и до интензивнијег развоја индустрије у граду (текстилна, дрвопрерађивачка и машинска индустрија). Отворене су бројне школе, а 1900. је саграђен и стални мост преко Волге. Први електрични трамвај у граду почео је да саобраћа још 1901. године, а исте године извршена је електрификација града. Први градски биоскоп отворен је 1904. године.

### Двадесети век и постсовјетско време
Након Октобарске револуције и успоставе совјетске власти у граду 1917. године град Твер доживљава својеврсан духовни и културни суноврат. Све улице су преименоване, приватна имовина је национализована, а бројне цркве и манастири који су представљали врхунац руске архитектуре су порушене. У новембру 1931. град је у част бољшевичког револуционара Михаила Калињина преименован у Калињин. Саборна црква Преображења Господњег из 1285. до темеља је срушена током ноћи 4. априла 1935. године, а на њеном месту саграђен је трг са споменицима у част Лењина и Стаљина. Током 1935. успостављена је Калињинска област (данас Тверска област) са седиштем управо у Тверу.
Град је одликован Орденом црвене заставе за рад за успешно спровођење петогодишњег плана о развију индустријске производње (орден додељен 4. фебруара 1971. године). За херојски отпор окупатору током Другог светског рата додељена му је почасна титула „Града војничке славе“ Руске Федерације (признање додељено 4. новембра 2010. године).
Историјско име и грб враћени су граду 17. јула 1990. године.

## Демографија
Према подацима са пописа становништва 2010. у граду је живело 403.606 становника, док је према проценама националне статистичке службе за 2014. град имао 411.042 становника.
| 1897.  | 1939.   | 1959.   | 1970.   | 1979.   | 1989.   | 2002.   | 2010.   | 2014.   |
| ------ | ------- | ------- | ------- | ------- | ------- | ------- | ------- | ------- |
| 54,000 | 216.131 | 260.974 | 345.112 | 411.548 | 450,941 | 408.903 | 403.606 | 411.042 |

Према подацима са пописа 2010. Руси су представљали најбројнију етничку заједницу у граду са уделом у укупној популацији од 93% (327.494), док су најбројнија национална мањина били Украјинци са 5.332 житеља или 1,5%. Следе Јермени и Азери са по 0,8% (2.902 и 2.826), Белоруси и Татари са по 0,5% (1.799 и 1.714 житеља), те Карели, Узбеци и Таџици са по 0,3%.

## Административна подела и органи власти
Град Твер унутар Тверске области има статус града обласне субординације, односно једног од 5 градских округа и обухвата територију површине 152,22 km². Савремена граница градског округа утврђена је 2006. године. Тверски градски округ са свих страна је окружен територијом Калињинског рејона чији је уједно и административни центар (иако не улази у његов састав).
Садашња подела градске територије на рејоне први пут је уведена 1936. године, а од 1976. град је подељен на 4 рејона:
- Заволшки рејон (рус. Заволжский район) — 68,7 km² и 141.587 становника — обухвата део града на левој обали Волге;
- Московски рејон (рус. Московский район) — 40,9 km² и 121.302 становника — источни део града уз аутопут ка Москви;
- Пролетарски рејон (рус. Пролетарский район) — 35,72 km² 93.490 становника — западни део града, име добио по истоименој фабрици из 1856;
- Централни рејон (рус. Центральный район) — 6,9 km² и 54.663 становника — историјско језгро града на обали Волге.

Административна подела града на рејоне и њихове границе регулисане су градским статутом из 2005. године.
Најважнији органи градске власти града Твера су Градска скупштина (рус. Тверская городская Дума) коју чини 33 посланика који се бирају директно на изборима, градска влада и градоначелник. Тверска градска Дума као врховни орган власти успостављена је још 1785. године. Као градска институција деловала је све до 1918. да би поново била успостављена 1993. године. Градски статут усвојен је 1996. године.
Како је Твер административни центар Тверске области у граду се налазе институције Обласне владе и Обласне скупштине. У граду су такође смештени и органи власти Калињинског рејона.
|                       |                              |                                   |
| Скупштина Града Твера | Зграда Владе Тверске области | Лењинов трг и зграда Банке Русије |

## Градска архитектура
Све до средине XVIII века Твер је одликовао радијални план града са уским улицама које су се простирале од централног утврђеног дела града, Тверског кремља и у којима су доминирали углавном дрвени стамбени и занатски објекти. Централни део града је био опасан земљаним насипом на којем су се налазиле камене зидине и куле. У сам кремљ се улазило кроз троја врата: Владимирска на североистоку, Тимачка на северу и Волшка на северозападу, док су се ван зидина налазила четири насељена средишта. Највећи део старе градске архитектуре страдао је у пожарима који су готово опустошили град 1763. и 1773. године. Једине грађевине које су преживеле пожаре биле су Саборна црква Свете Тројице (из 1564) и Преображењски храм (из 1285, касније срушен од стране бољшевика). Након пожара кренуло се са обновом града, израђен је потпуно нови урбанистички план и уведено је обавезно кориштење камена и цигле као основних грађевинских материјала, а све са циљем да би се спречили будући катастрофални пожари.
Већина нових грађевина грађена је у стилу класицизма са елементима барока.а најпознатија од световних грађевина саграђена у том периоду је Путнички двор Катарине Велике чија градња ја започела 1763, а коначно је завршен тек 1812. године.
У црквеној архитектури доминирале су за то доба класичне четвороугаоне грађевине са једном доминантном куполом и неколико звоника, са богатим фасадним украсима.
У другој половини XIX и почетком XX века почињу да се граде вишеетажни мултифункционални објекти, а најпознатији од њих је комплекс Морозовски град (данас Двор Пролетарки) у оквиру којег су се налазили и производни погони и стамбене јединице. Током периода комунистичке владавине град се знатно проширио ка периферији, и у том периоду изграђени су бројни масивни архитектонски објекти у за то време типичном „стаљинистичком стилу“.
|                                          |                 |                   |
| Биоскоп „Звезда“ у стилу конструктивизма | Морозовски град | Тверско позориште |

## Партнерски градови
Град Твер има потписане уговоре о братимљењу са следећим градовима:
- Хеменлина, Финска (од 1954);
- Безансон, Француска (од јуна 1988);
- Бергамо, Италија (од 1989);
- Оснабрик, Немачка (од 1991);
- Тиберијада, Израел (од 1992);
- Јингкоу, Кина (од 26. јуна 1994);
- Капошвар, Мађарска (од 2. септембра 1995);
- Велико Трново, Бугарска (од 7. јула 1997);
- Хмељницки, Украјина (од 29. јуна 2008);
- Гјумри, Јерменија (од 17. јула. 2022).

Са следећим градовима Твер има уговоре о специјалним везама и сарадњи:
- Буфало, САД;
- Лублин, Пољска (од 2004);
- Буђоновск, Ставропољски крај;